# Bettina Kurth
Bettina Kurth (* 1973 in Kiel) ist eine deutsche Schauspielerin und Hörspielsprecherin.

## Leben
Aufgewachsen in der Lüneburger Heide, legte Bettina Kurth in Lüneburg ihr Abitur ab und zog dann nach Berlin. Dort absolvierte sie zunächst ein einjähriges Praktikum bei den Freunden der Deutschen Kinemathek und dem dazugehörigen Kino Arsenal. Parallel zu ihrer zweijährigen Tätigkeit als Nachrichtensprecherin beim damaligen Hörfunksender Radio 100, nahm Kurth privaten Schauspielunterricht bei Eike Steinmetz, den sie 1991 mit der vor der Paritätischen Bühnenreifekommission Berlin erlangten Bühnenreife im Bereich Schauspiel/Musical abschloss. Von 1991 bis 1993 absolvierte Kurth ein Studium an der Hochschule für Schauspielkunst „Ernst Busch“ Berlin. Von 1995 bis 1999 hatte sie ein Engagement am Deutschen Theater. Seitdem ist sie freischaffend tätig und spielte unter anderem am Berliner Arbeiter-Theater.
Seit Mitte der 1990er-Jahre steht Kurth auch vor der Kamera. Neben Gastrollen in Fernsehserien verkörperte sie in drei Folgen der Krimireihe Polizeiruf 110 als Annette Rosenbaum die Tochter der ermittelnden Kommissarin Wanda Rosenbaum alias Jutta Hoffmann. 1999 war sie in der Rolle der Clara Wieck in dem Film Dr. Robert Schumann, Teufelsromantiker zu sehen.
Daneben ist Bettina Kurth umfangreich als Sprecherin tätig, sowohl in Hörspielproduktionen als auch in Features und Reportagen sowie in Hörbüchern. Sie lebt in Berlin.

## Filmografie (Auswahl)
- 1995: Mit verbundenen Augen
- 1996: Wolffs Revier – Das Mädchen Marie
- 1996: Im Namen des Gesetzes – Trauma
- 1999: Dr. Robert Schumann, Teufelsromantiker
- 2001: Polizeiruf 110 – Bei Klingelzeichen Mord
- 2001: Polizeiruf 110 – Angst
- 2002: Ninas Geschichte
- 2002: Polizeiruf 110 – Wandas letzter Gang
- 2003: Der Bulle von Tölz: Freier Fall
- 2003: Dr. Sommerfeld – Neues vom Bülowbogen – Das brave Mädchen
- 2003: Stubbe – Von Fall zu Fall – Auf Liebe und Tod
- 2003: Anja & Anton – Wer klappert denn da?
- 2004: SOKO Wismar – Bankbesuch
- 2006: Hallo Robbie! – Flammen der Liebe
- 2006: Großstadtrevier – Fenstergespenster
- 2006: Valerie
- 2007: SOKO Köln – Tod im Kaufhaus
- 2007: Pastewka – Der Kochkurs
- 2008: Polizeiruf 110 – Wolfsmilch
- 2015: SOKO Wismar – Letzte Hoffnung Kloster
- 2019: Beck is back! – Pro Bono

## Hörspiele / Feature (Auswahl)
- 1995: Die Wauwautheorie – Autoren und Regie: Hermann Bohlen und Frieder Butzmann
- 1996: In' Sack haun – Autor und Realisation: Hermann Bohlen
- 1999: Alles unter Kontrolle – Autor und Regie: Hermann Bohlen
- 2003: Putze Polina – Autor: Stefan Amzoll – Regie: Wolfgang Rindfleisch
- 2004: Making of ... – Autor: Tobias Hülswitt – Regie: Heiner Grenzland
- 2004: Die Ahnungslosen im alten Europa – Autor: Mark Twain – Regie: Heinz von Cramer
- 2006: Luhmann – Autor: Tom Peuckert – Regie: Leonhard Koppelmann
- 2006: Der Toth grüßt die Pensionisten. Österreichische Rentner im Thüringer Wald. Eine Novellensammlung. Regie: Michael Lissek.
- 2007: Wir fürchten uns – Autor: Mian Mian – Regie: Karin Hutzler
- 2008: The Other Night Underwater – Autoren und Regie: Darren Copeland und Andreas Kahre
- 2008: Mina – Autorin: Barbara Becker – Regie: Stefanie Lazai
- 2008: Ich bin ein Cyborg, aber das macht nichts – Autoren: Joeng Seo-keyong und Park Chan-wook – Regie: Beate Andres
- 2008: Der Mann unter der Treppe – Autorin: Marie Hermanson – Regie: Daniela Kletzke
- 2009: Der Schatten des Meisters – Autor: Marc Biuhl – Regie: Beatrix Ackers
- 2009: Schrebers Garten. Glanz und Elend einer Lebensform. Regie: Michael Lissek
- 2010: Ich muss auf einen Sprung weg – Autor und Regie: Jean-Claude Kuner
- 2010: Kreuz und queer – Autor: Lorenz Schröter – Regie: Nikolai von Koslowski
- 2011: Im Bild versinken – Autoren: Klaudia Ruschkowski und Giuseppe Maio – Regie: Giuseppe Maio<
- 2012: die unvermeidlichen – Autorin: Kathrin Röggla – Regie: Leopold von Verschuer
- 2012: Alfred C. – Autor: Hermann Bohlen – Reige: Hermann Bohlen und Judith Lorentz
- 2012: Die Leere füllen. Werner Ruhnaus Spielräume – Autorin: Ute Bongartz – Regie: Ute Bongartz und Ingo Kottkamp
- 2012: Vernetzt denken – Autorin: Pia Hierzegger – Regie: Anouschka Trocker
- 2012: Die Vorzüge der Dunkelheit – Autor: Ror Wolf – Regie: Thomas Gerwin
- 2012: Nachrufe – Autor: Günter Kunert – Regie: Stefan Kanis
- 2013: Rolf Hochhuths „Der Stellvertreter“ – Autor: Rolf Hochhuth – Regie: Marianne Wendt
- 2014: Über uns die Lichter – Autorin: Sarah Trilsch – Regie: Anouschka Trocker
- 2014: Zersplittert – Autorin: Alexandra Badea – Regie: Anouschka Trocker
- 2015: Nennt mich nicht Ismael! – Autor: Michael Gerard Bauer – Regie: Nicole Paulsen
- 2015: ... liner Roma ... – Autor: Joachim Ringelnatz – Regie: Thomas Gerwin
- 2016: Amsel – Autorin: Sara Magdalena Schüller – Regie: Judith Lorentz
- 2016: Das Phantom der Schule – Autorin: Anna Böhm – Regie: Klaus-Michael Klingspor
- 2016: Der Gläserne Schuh – Autor: Holger Teschke – Regie: Wolfgang Rindfleisch
- 2016: Sein schönstes Geschenk. Auf der Suche nach den verschollenen Wagner-Partituren. Ein schlieriges Schattentheater. Regie: Michael Lissek
- 2018: Juli Zeh: Unterleuten – Regie: Judith Lorentz (NDR/rbb)
- 2019 Die Verschiebung, Autor und Regie: Serotonin, Mystery-Thriller-Serie in 2 Staffeln/20 Folgen, SWR und eigenständiger Podcast
- 2022 KI-Mom, Autor und Regie: Serotonin, SciFi-Serie in 2 Staffeln/20 Folgen, SWR und eigenständiger Podcast
- 2022 Sauerei, Autor und Regie: Serotonin, 4-teilige Hörspielserie mit 4 ergänzenden Podcast-Gesprächen, Deutschlandfunk Kultur und eigenständiger Podcast